# Regola della volata interna
La regola della volata interna (in inglese infield fly rule) è una regola del gioco del Baseball, utilizzata quando, in una situazione di 1ª e 2ª base o 1ª, 2ª e 3ª base occupate da corridori e con meno di due eliminati, il battitore batte una palla spiovente (volata) che l'arbitro giudica di facile presa da parte di un difensore interno. La regola è stata introdotta, sin dal 1895, per evitare condotte antisportive, in particolare la pratica che era in uso da parte degli interni di far cadere facili palle spioventi battute in campo interno, in modo che i corridori in base fossero costretti a spostarsi su quella che era diventata una battuta in campo valido, finendo spesso eliminati in un doppio o triplo gioco difensivo, in quanto si trovavano a portata del tag dei difensori.
Pertanto, su palle battute al volo in campo valido che possono essere prese al volo da un «interno con sforzo normale», si applica la regola dell'Infield fly, indipendentemente dal giocatore o dal luogo in cui termina la palla. Quindi, la regola si applica anche quando la palla, sia che finisca in campo interno che esterno, se la stessa poteva comunque essere presa da un «interno con sforzo normale». Sono escluse le battute linea ed i tentativi di bunt. Ai fini di questa regola i difensori esterni che per particolari ragioni di difesa vengono schierati in campo interno, vengono considerati a tutti gli effetti degli interni, in quanto la regola valuta solo l'azione ordinaria in difesa di un interno, ovunque effettui la presa con sforzo ordinario.
In tali situazioni, appena la palla inizia a scendere dal punto più alto raggiunto, l'Arbitro di casa base dichiara Infield fly, if fair ("Volata interna, se valida") se la volata è vicina alle linee di foul, o se è chiaro che la palla finisce in territorio valido, direttamente Infield fly, batter's out ("Volata interna, battitore fuori"), chiarendo a tutti in campo la situazione di gioco, e in particolare ai corridori sulle basi, che se vogliono avanzare dovranno partire dal cuscino dove si trovano al momento che la palla è toccata dal guantone del difensore o caduta in terra.
La regola non si applica quando lo sforzo richiesto al difensore per raccogliere la palla al volo non è ordinario: ad esempio, se richiede un tuffo o una corsa molto veloce verso la palla o la palla finisce in territorio foul.